# Unbihexium
Unbihexium ist das bisher noch nicht nachgewiesene chemische Element mit der Ordnungszahl 126. Im Periodensystem steht es zwischen dem 125Unbipentium und dem 127Unbiseptium.
Der Name ist vorläufig und leitet sich von der Ordnungszahl ab. Bei dem Unbihexium-Isotop Ubh-310 wird eine im Vergleich zu benachbarten Nukliden überdurchschnittlich lange Halbwertszeit erwartet, weil nicht nur seine Protonenzahl 126, sondern auch seine Neutronenzahl 184 „magisch“ ist.
Im erweiterten Periodensystem gehört es damit zur Elementkategorie der Superactinoide (im „normalen“ Periodensystem ist es nicht enthalten).

## Geschichte
Der erste Versuch, das Element 126 zu erzeugen, erfolgte 1971 durch Bimbot et al. mithilfe einer sogenannten „heißen Fusionsreaktion“:
{\displaystyle \,_{\ 90}^{232}\mathrm {Th} +\,_{36}^{84}\mathrm {Kr} \to \,_{126}^{316}\mathrm {Ubh} ^{*}\to \ keine\ Atome}
Bei dem Experiment wurde ein Alphateilchen mit hoher Energie beobachtet und als Hinweis auf die erfolgreiche Synthese des Elementes Nr. 126 angesehen. Jüngere Untersuchungen stellen die Interpretation dieser Ergebnisse als höchst unwahrscheinlich dar.

## Vorhersagen von relativ stabilem Unbihexium
Aufgrund von Modellrechnungen nimmt man an, dass bei dem Element mit der Ladungszahl 126 die äußere Kernschale mit Protonen ausgefüllt ist. Ähnliche Überlegungen ergaben Hinweise darauf, dass ein Kern mit 184 oder 196 Neutronen eine maximale Stabilität haben sollte. Daraus wurde gefolgert, dass die Unbihexium-Isotope 310Ubh und 322Ubh für Synthese-Experimente am vielversprechendsten sind. Das Ausmaß der stabilisierenden Effekte im Bereich des Unbihexiums ist jedoch ungewiss, da eine Verschiebung oder Schwächung des Protonenschalenschlusses und ein möglicher Verlust der Doppelmagie vorhergesagt werden.

## Chemische Eigenschaften
Für das Element 126 wird nicht erwartet, dass Atome lange genug existieren, um eine Elektronenkonfiguration um den Kern zu bilden oder dass sogar chemische Bindungen entstehen. Chemische Eigenschaften sind also nicht definierbar.

## Rezeption
Die Filmemacher von Superman behaupteten von dem fiktiven Element Kryptonium (nicht zu verwechseln mit dem Edelgas Krypton), dass es die Ordnungszahl 126 besäße. Siehe auch:  Kryptonit
Die Science-Fiction-Kurzgeschichte Silence is Golden des amerikanischen Schriftstellers Lou Antonelli basiert auf der Idee der Entdeckung des Elementes 126 in einer texanischen Mine. In dem Buch Travelers Rest von Daniel Archangel soll Unbihexium als Raketentreibstoff geeignet sein.